# Clásper

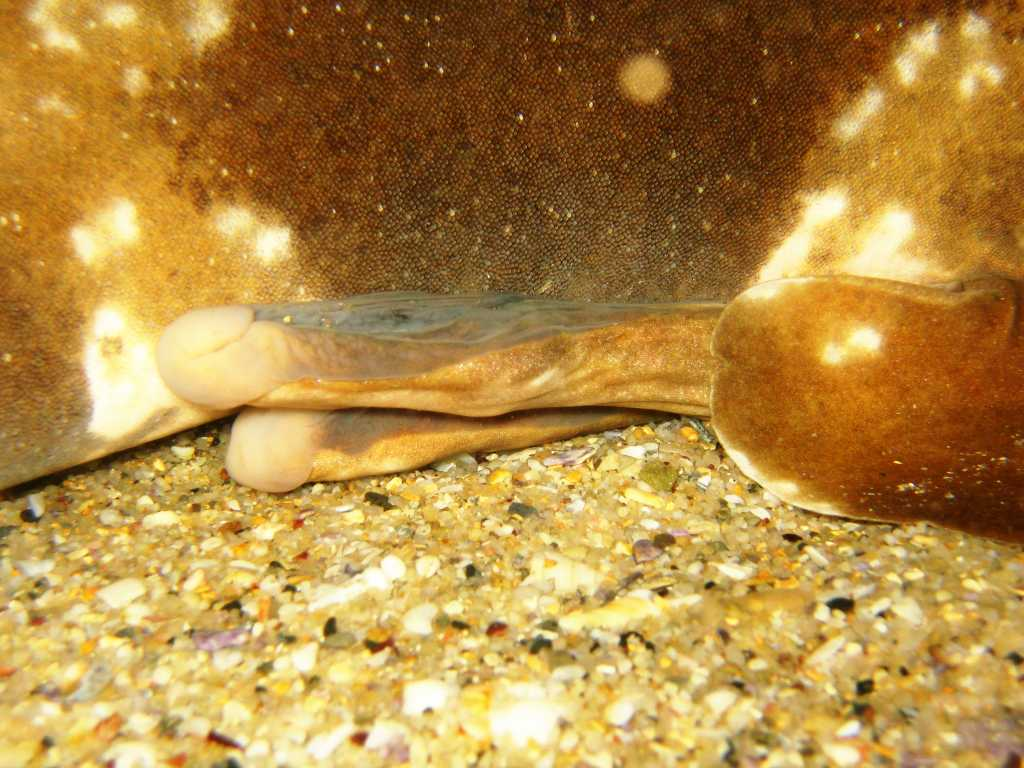
Clásperes da espécie Orectolobus maculatus

Clásper são dois órgãos alongados e cônicos com o formato de duas pequenas nadadeiras que funcionam como um auxiliador na cópula.
Geralmente estes dois órgãos são encontrados nos peixes cartilaginosos, muito comum nos tubarões machos que fazem uso do clásper para melhorar a aderência durante a cópula sendo que muitas espécies de tubarões realizam a fecundação interna .